# Recordes do Circuito ATP
O ATP World Tour é o circuito de tênis profissional masculino de alto nível, administrado pela Associação de Tênis Profissional (ATP). A turnê começou em 1990, então todos os registros listados aqui começam naquele momento e são baseados em dados oficiais do ATP.
Os nomes dos jogadores ativos aparecem em negrito para seus totais de carreira, atualmente streaks ativos e totais de temporada em progresso.

## Simples

### Todos os torneios
- Títulos por superfície (Era Open):

| Pos. | Jogador        | Títulos |
| ---- | -------------- | ------- |
| 1.   | Novak Djokovic | 71      |
| 2.   | Roger Federer  | 71      |
| 3.   | Andre Agassi   | 46      |
| 4.   | Jimmy Connors  | 44      |
| 5.   | Pete Sampras   | 36      |
| 6.   | Andy Murray    | 34      |
| 7.   | Ivan Lendl     | 30      |

| Pos. | Jogador         | Títulos |
| ---- | --------------- | ------- |
| 1.   | Rafael Nadal    | 63      |
| 2.   | Guillermo Vilas | 49      |
| 3.   | Thomas Muster   | 40      |
| 4.   | Bjorn Borg      | 30      |
| 5.   | Manuel Orantes  | 29      |
| 6.   | Ivan Lendl      | 28      |

| Pos. | Jogador         | Títulos |
| ---- | --------------- | ------- |
| 1.   | Rafael Nadal    | 63      |
| 2.   | Guillermo Vilas | 49      |
| 3.   | Thomas Muster   | 40      |
| 4.   | Bjorn Borg      | 30      |
| 5.   | Manuel Orantes  | 29      |
| 6.   | Ivan Lendl      | 28      |

| Pos. | Jogador       | Títulos |
| ---- | ------------- | ------- |
| 1.   | John McEnroe  | 43      |
| 2.   | Jimmy Connors | 39      |
| 3.   | Ivan Lendl    | 33      |
| 4.   | Boris Becker  | 26      |
| 5.   | Bjorn Borg    | 22      |
| 6.   | Arthur Ashe   | 18      |

- Partidas Jogadas - Jogos Vencidos

| Pos. | Jogador         | Jogos |
| ---- | --------------- | ----- |
| 1.   | Jimmy Connors   | 1531  |
| 2.   | Roger Federer   | 1526  |
| 3.   | Novak Djokovic  | 1357  |
| 4.   | Ivan Lendl      | 1310  |
| 5.   | Rafael Nadal    | 1305  |
| 6.   | Guillermo Vilas | 1248  |
| 7.   | Ilie Năstase    | 1242  |
| 8.   | Andre Agassi    | 1144  |
| 9.   | David Ferrer    | 1111  |
| 10.  | John McEnroe    | 1081  |
| 11.  | Andy Murray     | 1001  |
| 12.  | Stan Wawrinka   | 945   |

| Pos. | Jogador         | Vitórias |
| ---- | --------------- | -------- |
| 1.   | Jimmy Connors   | 1256     |
| 2.   | Roger Federer   | 1251     |
| 3.   | Novak Djokovic  | 1131     |
| 4.   | Rafael Nadal    | 1079     |
| 5.   | Ivan Lendl      | 1068     |
| 6.   | Guillermo Vilas | 951      |
| 7.   | Ilie Năstase    | 908      |
| 8.   | John McEnroe    | 877      |
| 9.   | Andre Agassi    | 870      |
| 10.  | Andy Murray     | 739      |
| 11.  | David Ferrer    | 734      |
| 12.  | Boris Becker    | 713      |

### Torneios Grand Slam
| P. | Jogador        | Títulos |
| -- | -------------- | ------- |
| 1. | Novak Djokovic | 24      |
| 2. | Rafael Nadal   | 22      |
| 3. | Roger Federer  | 20      |
| 4. | Pete Sampras   | 14      |
| 5. | Roy Emerson    | 12      |
| 6. | Rod Laver      | 11      |
| 6. | Björn Borg     | 11      |
| 8. | Bill Tilden    | 10      |
| 9. | Fred Perry     | 8       |
| 9. | Ken Rosewall   | 8       |
| 9. | Jimmy Connors  | 8       |
| 9. | Ivan Lendl     | 8       |
| 9. | Andre Agassi   | 8       |

| P. | Jogador        | Finais |
| -- | -------------- | ------ |
| 1. | Novak Djokovic | 37     |
| 2. | Roger Federer  | 31     |
| 3. | Rafael Nadal   | 30     |
| 4. | Ivan Lendl     | 19     |
| 5. | Pete Sampras   | 18     |
| 6. | Rod Laver      | 17     |
| 7. | Ken Rosewall   | 16     |
| 7. | Björn Borg     | 16     |
| 9. | Roy Emerson    | 15     |
| 9. | Jimmy Connors  | 15     |
| 9. | Andre Agassi   | 15     |
| 9. | Bill Tilden    | 15     |

| P.  | Jogador        | Vitórias |
| --- | -------------- | -------- |
| 1.  | Novak Djokovic | 382      |
| 2.  | Roger Federer  | 369      |
| 3.  | Rafael Nadal   | 298      |
| 4.  | Jimmy Connors  | 233      |
| 5.  | Andre Agassi   | 224      |
| 6.  | Ivan Lendl     | 222      |
| 7.  | Pete Sampras   | 203      |
| 8.  | Andy Murray    | 200      |
| 9.  | Stefan Edberg  | 178      |
| 10. | Roy Emerson    | 174      |

| P. | Jogador        | V. % | V / D  |
| -- | -------------- | ---- | ------ |
| 1. | Björn Borg     | 89,8 | 141-16 |
| 2. | Novak Djokovic | 88,2 | 382-52 |
| 3. | Rafael Nadal   | 87,4 | 237-34 |
| 4. | Roger Federer  | 86,5 | 332-52 |
| 5. | Rod Laver      | 84,3 | 129-24 |
| 6. | Ken Rosewall   | 83,6 | 159-31 |
| 7. | Jimmy Connors  | 82,6 | 233-49 |
| 8. | Ivan Lendl     | 81,9 | 222-49 |
| 9. | Roy Emerson    | 81,6 | 174-39 |

- Jogadores vencedores do Calendar Slam:
  - Don Budge (1938 "antes da era aberta")
  - Rod Laver (1962 "antes da era aberta", 1969)

- Jogadores vencedores dos quatro Grand Slams uma ou mais vezes:
  - Fred Perry (1)
  - Don Budge (1)
  - Roy Emerson (1)
  - Andre Agassi  (1)
  - Roger Federer (1)
  - Rafael Nadal  (2)
  - Rod Laver (2)
  - Novak Djokovic (3)

## Duplas

### Todos os torneios
|    | Títulos         | #   |
| -- | --------------- | --- |
| 1. | Mike Bryan      | 116 |
| 2. | Bob Bryan       | 114 |
| 3. | Daniel Nestor   | 91  |
| 4. | Todd Woodbridge | 83  |
| 5. | Mark Woodforde  | 63  |
| 6. | Mark Knowles    | 55  |
| 7. | Paul Haarhuis   | 54  |
| 7. | Jonas Björkman  | 54  |
| 7. | Leander Paes    | 54  |
| 7. | Nenad Zimonjić  | 54  |

|    | Finais          | #   |
| -- | --------------- | --- |
| 1. | Mike Bryan      | 172 |
| 2. | Bob Bryan       | 169 |
| 3. | Daniel Nestor   | 151 |
| 4. | Todd Woodbridge | 113 |
| 5. | Mark Knowles    | 99  |
| 6. | Jonas Björkman  | 97  |
| 7. | Mahesh Bhupathi | 96  |
| 8. | Leander Paes    | 95  |
| 9. | Paul Haarhuis   | 94  |
| 9. | Max Mirnyi      | 94  |

|    | Títulos por equipes | Títulos por equipes | #   |
| -- | ------------------- | ------------------- | --- |
| 1. | Mike Bryan          | Bob Bryan           | 114 |
| 2. | Todd Woodbridge     | Mark Woodforde      | 61  |
| 3. | Emilio Sanchez      | Sergio Casal        | 44  |
| 4. | Daniel Nestor       | Mark Knowles        | 40  |
| 5. | Paul Haarhuis       | Jacco Eltingh       | 39  |

|     | Partidas jogadas | #    |
| --- | ---------------- | ---- |
| 1.  | Daniel Nestor    | 1523 |
| 2.  | Mike Bryan       | 1392 |
| 3.  | Bob Bryan        | 1375 |
| 4.  | Max Mirnyi       | 1175 |
| 5.  | Leander Paes     | 1171 |
| 6.  | Mark Knowles     | 1125 |
| 7.  | Cyril Suk        | 1117 |
| 8.  | Nenad Zimonjić   | 1116 |
| 9.  | Mahesh Bhupathi  | 1051 |
| 10. | Jonas Björkman   | 1019 |

|     | Partidas vencidas | #    |
| --- | ----------------- | ---- |
| 1.  | Daniel Nestor     | 1056 |
| 1.  | Mike Bryan        | 1056 |
| 3.  | Bob Bryan         | 1042 |
| 4.  | Todd Woodbridge   | 768  |
| 5.  | Max Mirnyi        | 754  |
| 6.  | Mark Knowles      | 744  |
| 6.  | Leander Paes      | 744  |
| 8.  | Jonas Björkman    | 712  |
| 9.  | Nenad Zimonjić    | 709  |
| 10. | Mahesh Bhupathi   | 687  |

### Torneios Grand Slam
|    | Títulos         | #  |
| -- | --------------- | -- |
| 1. | Todd Woodbridge | 16 |
| 1. | Bob Bryan       | 16 |
| 1. | Mike Bryan      | 16 |
| 4. | Mark Woodforde  | 11 |
| 5. | Jonas Björkman  | 9  |
| 6. | Daniel Nestor   | 8  |
| 6. | Leander Paes    | 8  |
| 8. | Jacco Eltingh   | 6  |
| 8. | Paul Haarhuis   | 6  |
| 8. | Max Mirnyi      | 6  |

|    | Finals          | #  |
| -- | --------------- | -- |
| 1. | Mike Bryan      | 30 |
| 1. | Bob Bryan       | 30 |
| 3. | Todd Woodbridge | 20 |
| 4. | Daniel Nestor   | 17 |
| 5. | Leander Paes    | 16 |
| 6. | Mark Woodforde  | 15 |
| 6. | Jonas Björkman  | 15 |
| 8. | Paul Haarhuis   | 12 |
| 9. | Mahesh Bhupathi | 10 |
| 9. | Max Mirnyi      | 10 |

|    | Títulos por equipe | Títulos por equipe | #  |
| -- | ------------------ | ------------------ | -- |
| 1. | Mike Bryan         | Bob Bryan          | 16 |
| 2. | Todd Woodbridge    | Mark Woodforde     | 11 |
| 3. | Paul Haarhuis      | Jacco Eltingh      | 5  |
| 3. | Todd Woodbridge    | Jonas Björkman     | 5  |

### Torneios de fim de ano
|    | Títulos       | # |
| -- | ------------- | - |
| 1. | Bob Bryan     | 4 |
| 1. | Mike Bryan    | 4 |
| 1. | Daniel Nestor | 4 |

### Torneios Masters 1000
|    | Títulos         | #  |
| -- | --------------- | -- |
| 1. | Bob Bryan       | 36 |
| 1. | Mike Bryan      | 36 |
| 3. | Daniel Nestor   | 28 |
| 4. | Todd Woodbridge | 18 |
| 5. | Mark Knowles    | 17 |

### Torneios série 500
|    | Títulos        | #  |
| -- | -------------- | -- |
| 1. | Daniel Nestor  | 20 |
| 2. | Nenad Zimonjić | 17 |
| 3. | Bob Bryan      | 14 |
| 3. | Mike Bryan     | 14 |
| 3. | Mark Knowles   | 14 |

### Torneios série 250
|    | Títulos         | #  |
| -- | --------------- | -- |
| 1. | Mike Bryan      | 45 |
| 2. | Bob Bryan       | 43 |
| 3. | Todd Woodbridge | 34 |
| 4. | Daniel Nestor   | 30 |
| 5. | Paul Haarhuis   | 29 |